# Pristiphora conjugata
Pristiphora conjugata ist eine Pflanzenwespe aus der Familie der Echten Blattwespen (Tenthredinidae). Die Art wurde von dem schwedischen Entomologen Anders Gustaf Dahlbom im Jahr 1835 als Nematus conjugata erstbeschrieben. Das lateinische Art-Epitheton conjugata bedeutet „verbunden“ oder „kombiniert“. Es wird vermutet, dass es sich bei Pristiphora conjugata um eine Artengruppe handelt, die aus zwei Arten besteht. Die Männchen von Larven, die von Weiden stammen, weisen ein hauptsächlich schwarzes Propleuron auf, während das Propleuron von Männchen, die von Larven stammen, die an Pappeln eingesammelt wurden, blass ist.

## Merkmale
Die gelb-schwarzen Pflanzenwespen sind 5,5–6,5 mm lang. Kopf, Thorax und Fühler sind überwiegend schwarz. Die Seiten des Pronotum sind gelb. Der Hinterleib ist gelb. Die Beine sind überwiegend gelb. Lediglich die distalen Enden der hinteren Tibien und die Hintertarsen sind schwarz. Das Pterostigma der Vorderflügel ist zweifarbig. Die Basis sowie der innere Rand sind dunkel, der restliche Teil ist gelb.
Die Afterraupen sind mit schwarzen Flecken bedeckt. Sie sind anfangs blassgrün gefärbt. Die Kopfkapsel ist gewöhnlich schwarz. Später färbt sich das vordere und das hintere Ende des Hinterleibs gelb. Die Brustfüße sind schwarz, die Bauchfüße hellgrün.

## Verbreitung
Die Art ist in Europa weit verbreitet. In England ist die Art ebenfalls vertreten. Sie fehlt auf der Irischen Insel.

## Lebensweise
Die Flugzeit der Pflanzenwespen dauert von April bis Juni sowie von Juli bis August. Die Wirtspflanzen bilden verschiedene Pappeln und Weiden, darunter der Bastard-Schwarz-Pappel (Populus × canadensis), der Schwarz-Pappel (Populus nigra), der Espe (Populus tremula), der Silber-Weide (Salix alba), der Sal-Weide (Salix caprea), der Asch-Weide (Salix cinerea), der Bruch-Weide (Salix fragilis) und der Lorbeer-Weide (Salix pentandra). Die Weibchen legen ihre Eier entlang dem Blattrand ab. Die geschlüpften Larven fressen gregär die Blätter ihrer Wirtspflanzen. Man beobachtet sie im Juli sowie von August bis Anfang September.

## Parasitoide
Als Parasitoide der Larven von Pristiphora conjugata sind folgende Schlupfwespen bekannt:
- Mesoleius armillatorius (Unterfamilie Ctenopelmatinae)
- Olesicampe erythropyga (Unterfamilie Campopleginae)

## Taxonomie
In der Literatur gibt es folgende Synonyme:
- Nematus discoidalis Thomson, 1888
- Nematus gonymelas Stephens, 1835

Es gibt folgende Varietät:
- Pristiphora conjugata var. ulbrichti Enslin, 1916

## Bilder

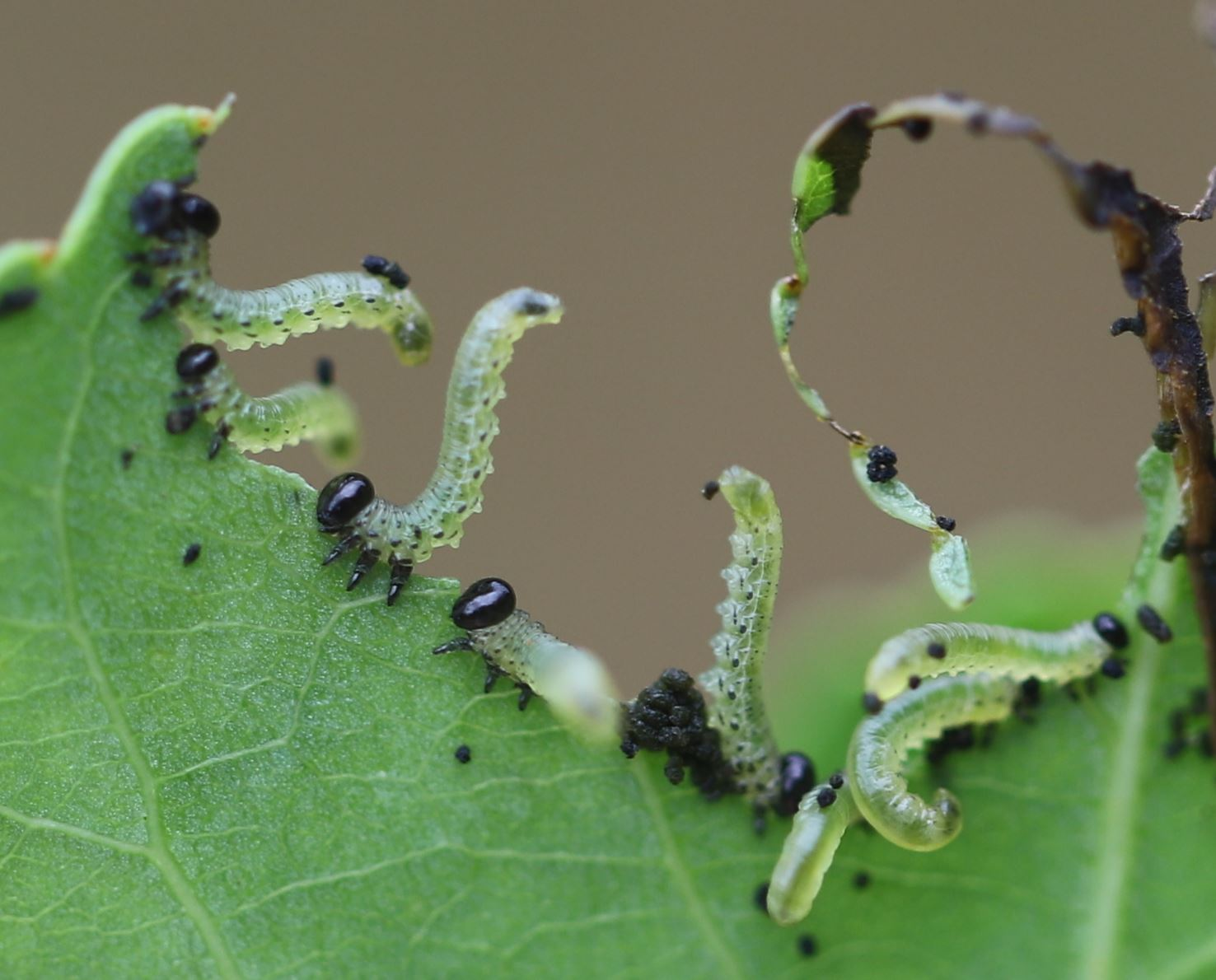
Junglarven
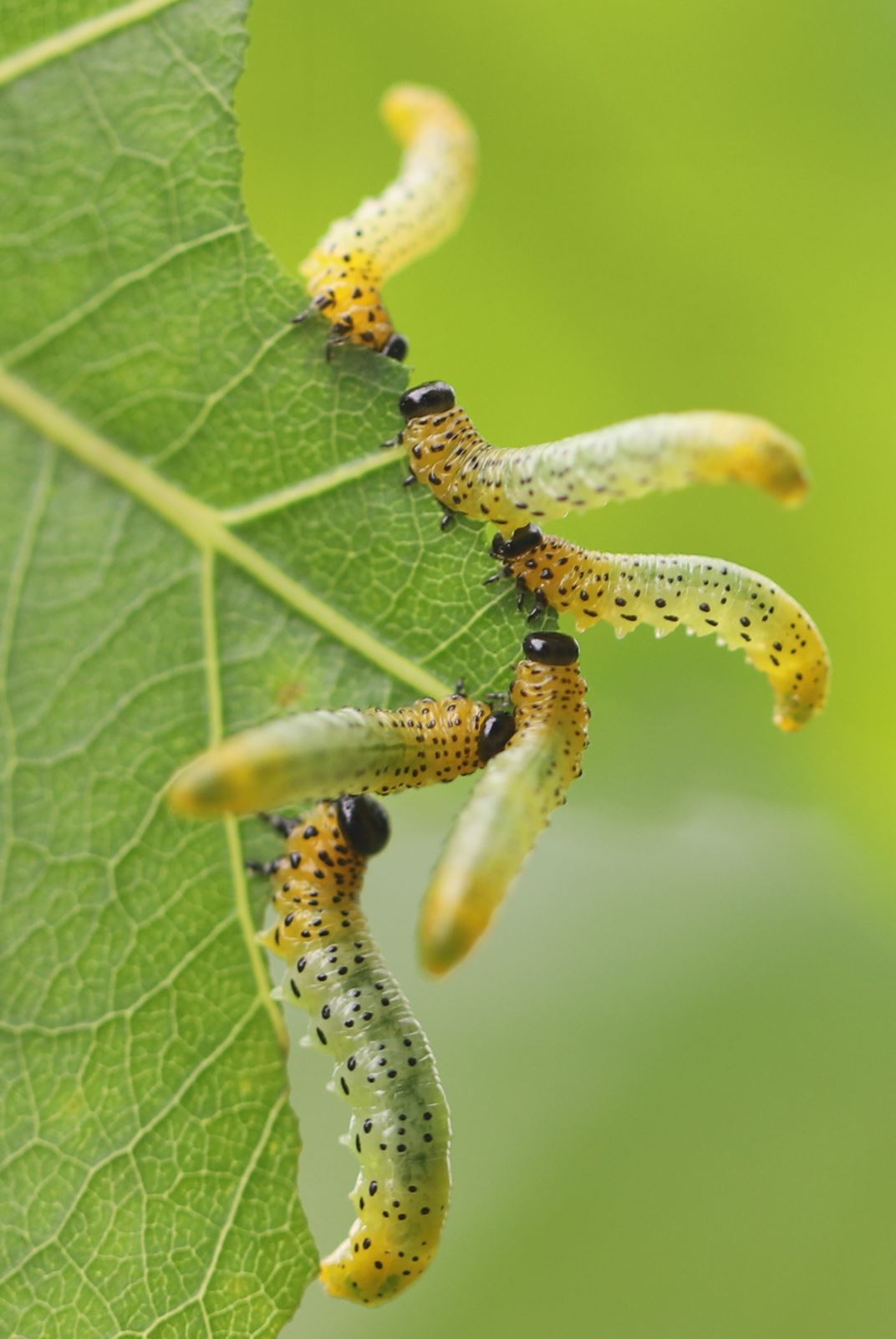
Reife Larven
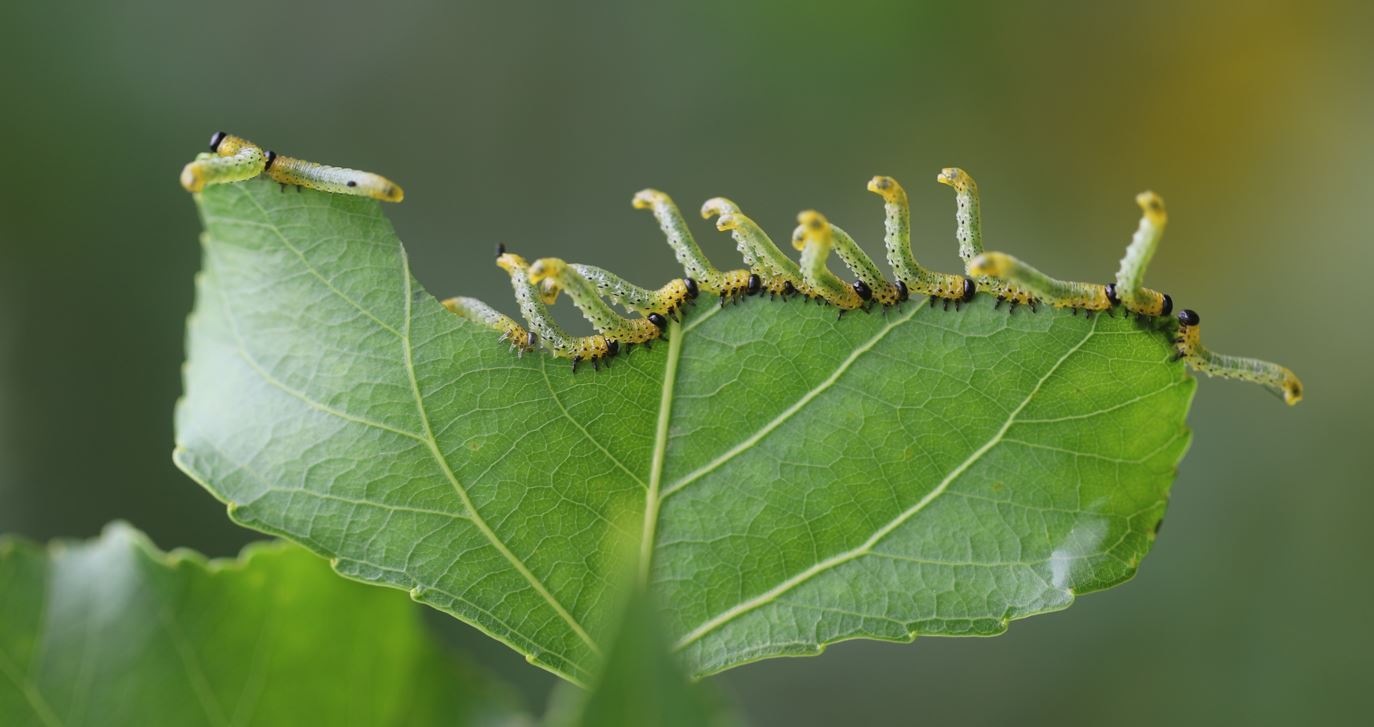
Reife Larven an Schwarz-Pappelblatt
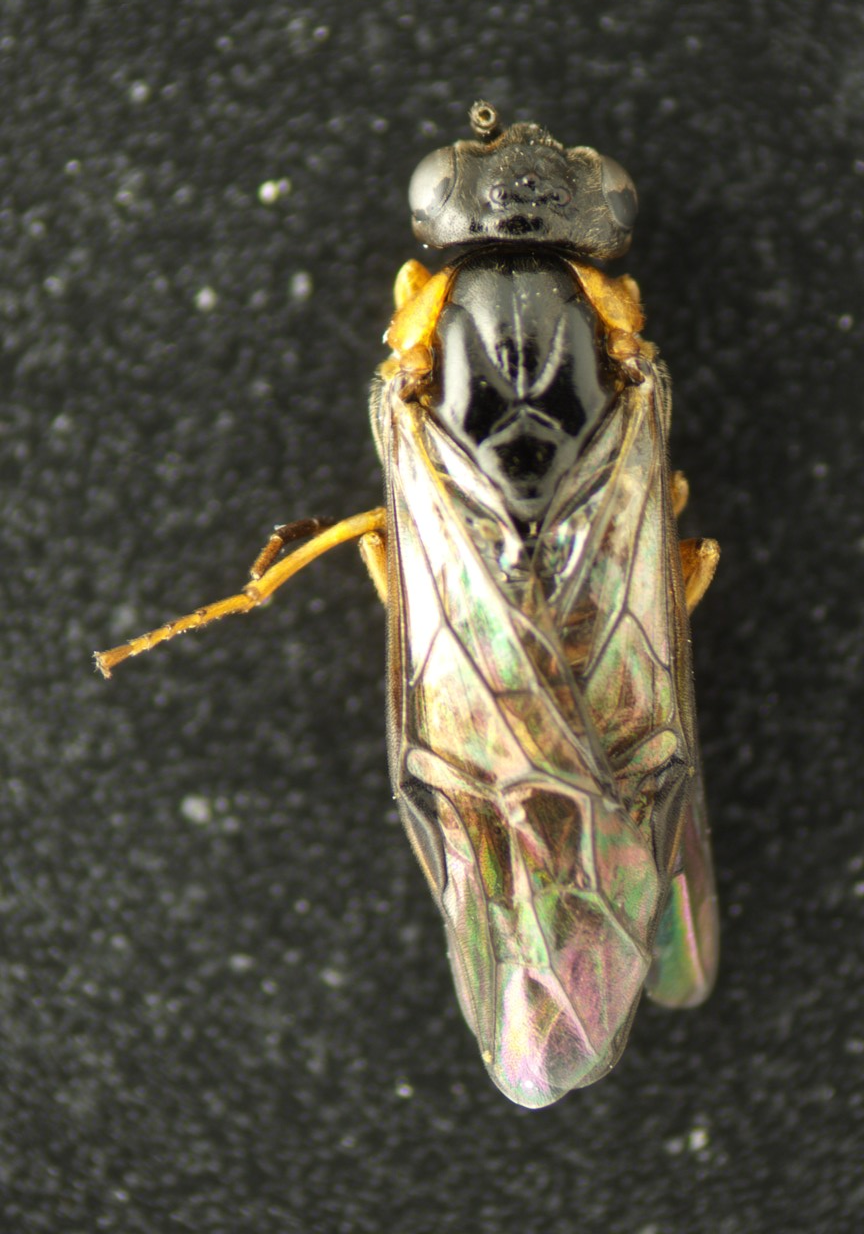
Dorsalansicht
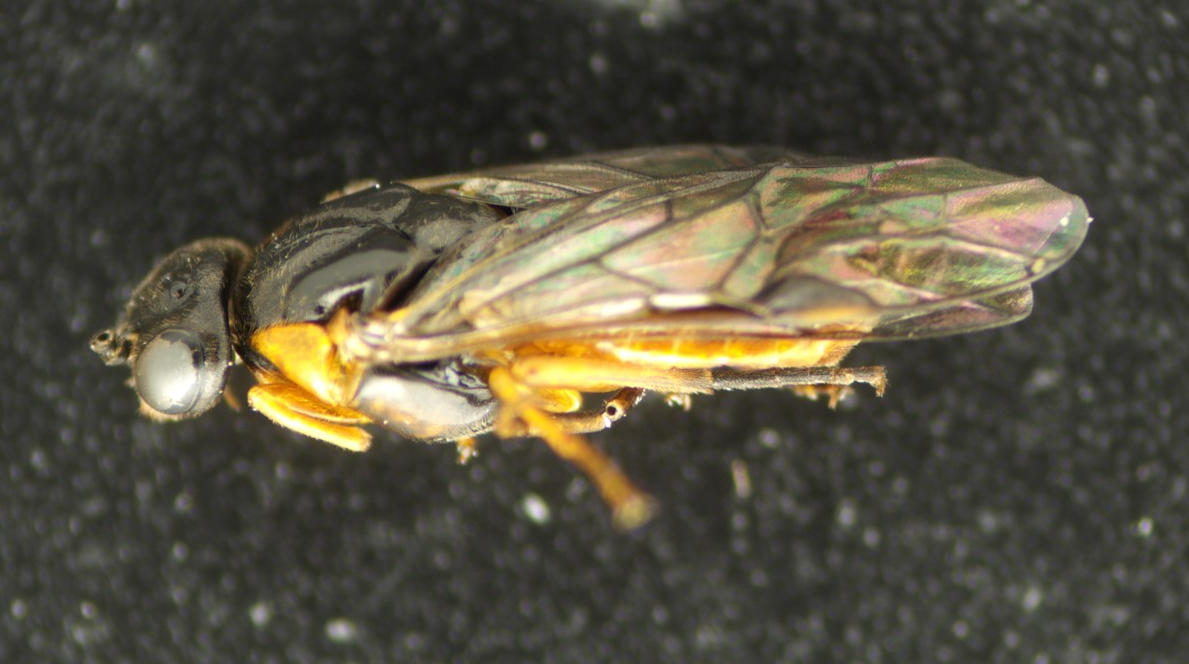
Seitenansicht
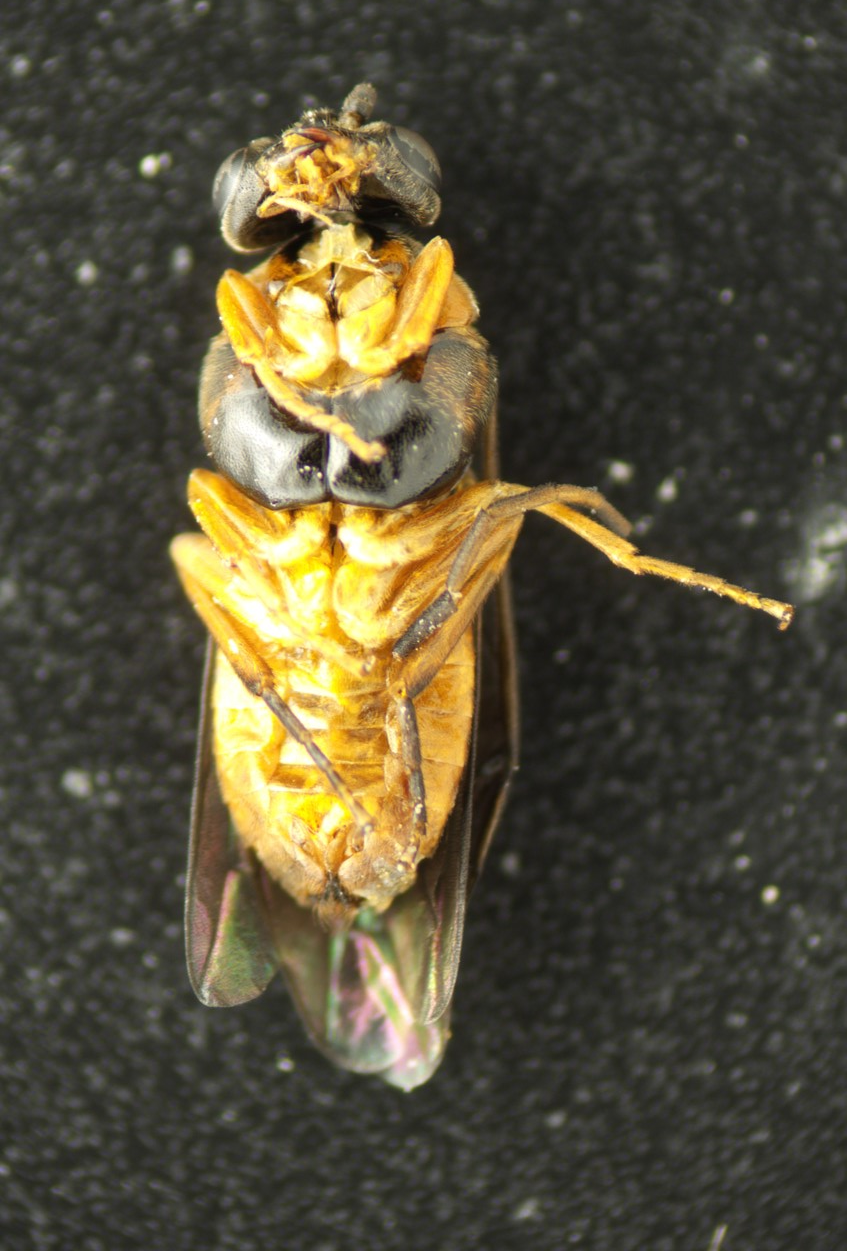
Ventralansicht
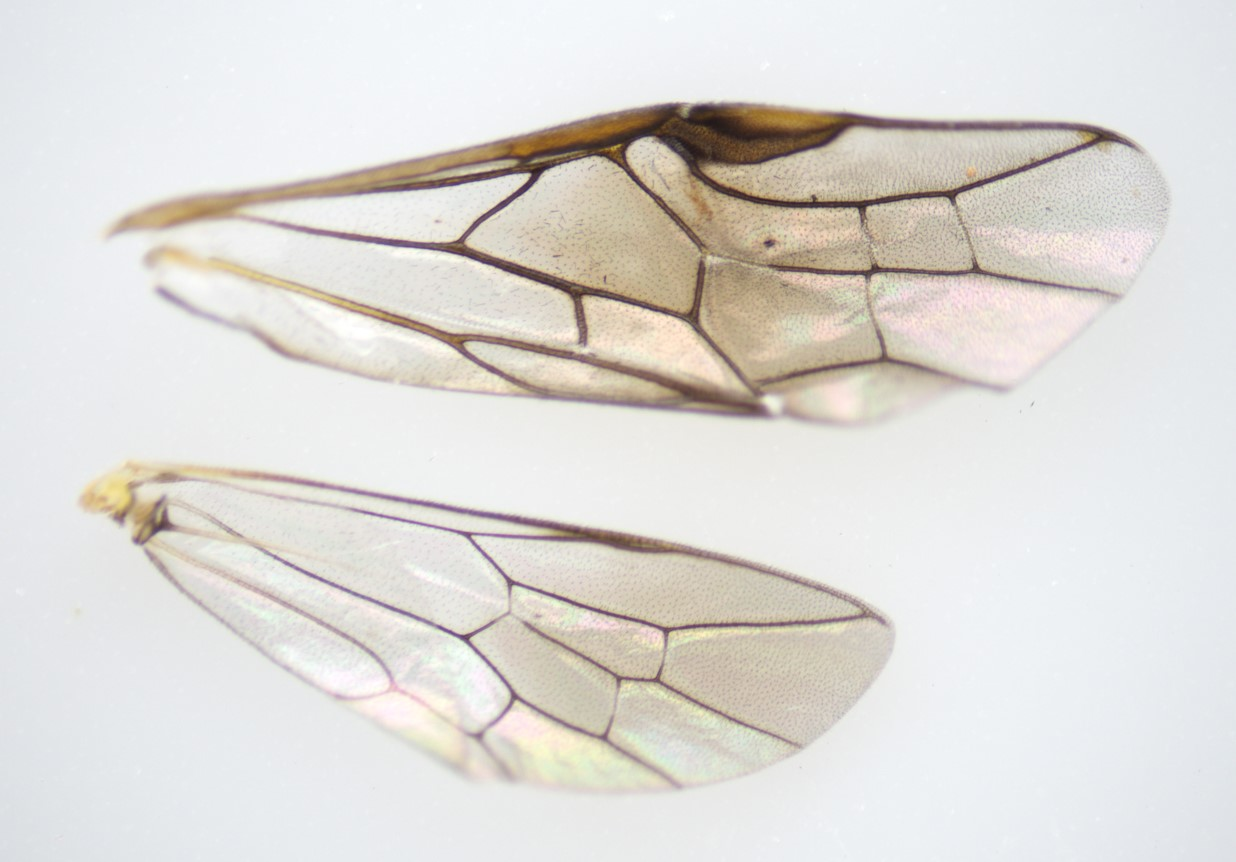
Flügel, unterer basaler Teil beider Flügel umgeklappt